# ميتشي غوتو
ميتشي غوتو (後藤 三知) (27 يوليو 1990 في سوزوكا في اليابان – )؛ هي لاعبة كرة قدم كانت تلعب كمهاجم. ولعبت مع منتخب اليابان لكرة القدم للسيدات.

## وصلات خارجية
- ميتشي غوتو على موقع الاتحاد الدولي (مؤرشف)  (الإنجليزية)
- ميتشي غوتو على موقع قاعدة بيانات كرة القدم.إي يو (الإنجليزية)
- ميتشي غوتو على موقع Soccerway.com (الإنجليزية)
- ميتشي غوتو على موقع عالم كرة القدم.نت (الإنجليزية)